# Karel Cerman (odbojář)
Karel Cerman (* 8. ledna 1892, Pouchov, okres Hradec Králové) byl český voják a člen československého odboje za 2. světové války.

## Život
Mládí prožil převážně na Turnovsku a Semilsku, domovsky příslušel a žil v Podmoklicích na Semilsku. Byl odveden do císařské armády již v roce 1913 a bojoval za ni na východní frontě, kde se v roce 1916 dostal na ruskou stranu k československým legionářům a do nově vzniklého Československa se s legiemi vrátil až 6. října 1920.
Za první republiky pak dál působil jako voják z povolání a dosáhl hodnosti majora. Sloužil u velitelství VII. sboru. Tento sbor byl k 15. 3. 1939 dislokován v Banské Bystrici. Po nuceném odchodu ze Slovenska dne 25. března 1939 si zvolil za své trvalé bydliště Turnov, kde již předtím konal vojenskou službu. V Turnově se zapojil do řady civilních aktivit, mimo jiné byl členem pěveckého spolku, šachového klubu a Poříčního svazu rybářského, kde zastával i funkci poříčního hospodáře a správce. 

### Odboj
Již od roku 1939 se na Turnovsku a v sousedních okresech organizovalo podzemní hnutí, které řídil pplk. pěchoty Jaroslava Bukvička z rozkazu plk. Aloise Lišky a jeho zástupce plk. Satorie. Dalšími vojenskými členy hnutí byli plk. pěch. Alois Verner na Turnovsku, pplk. pěch. Alois Štrobl na Semilsku, mjr. Josef Wurm na Jičínsku, pplk. Ulman na Vysocku a další.
Mjr. Cerman byl tak zapojen do odbojové organizace Obrana národa na Turnovsku a byl přímo podřízen plk. Jaroslavu Bukvičkovi a plk. Aloisovi Vernerovi a byl v kontaktu s plk. Aloisem Liškou a plk. Satoriem až do jejich odchodem do zahraničního odboje. Prvním úkolem mjr. Cermana po složení přísahy pplk. Bukvičkovi bylo organizovat v Turnově polní prapor. Na tom spolupracoval s vybranými veliteli rot, škpt. v.z. ruským legionářem Janem Valkounem, kpt, v.z. ruským legionářem Josefem Duchoněm, obchodníkem Faktorem a učitelem Jirešem. Spolupracoval též s plk. Vernerem na mobilizačním plánu pro organizování vojenských jednotek a rovněž se podílel na rozšiřování časopisu V boj!.
Po zatčení plk. Bukvičky dne 20. února převzal velení na Turnovsku plk. Verner, který byl před zatčením varován a přešel do ilegality. skrýval se u učitelky Louthanové, která též předávala zprávy s dalšími rozkazy a zpět předávala informace a potravinovou pomoc od přátel. Když byl v roce 1941 dopaden i plk. Verner a v téže době bylo pozatýkáno i mnoho dalších členů podzemní organizace, pokračoval mjr. Cerman v odbojové a organizační činnosti dál a podle svých možností podporoval odbojáře v ilegalitě a jejich rodiny.
Po atentátu na říšského protektora Heydricha však byla většina jeho dalších spolupracovníků pozatýkána a mjr. Cerman ztratil kontakt se zbylými odbojáři. Svou činnost v této době opět zaměřil na podporu rodin zatčených a uprchlých odbojářů. Současně již navazoval nové kontakty s novými spolehlivými odbojovými spolupracovníky.

### Organizace Krystal
Nově byl pověřen až v únoru 1944 rozkazem gen. Bláhy znovu zformovat odbojové hnutí na Turnovsku, Železnobrodsku a Semilsku s charakterem politicko-vojenským. Mjr. Cerman měl za úkol vybrat nově velitelský sbor i civilní důvěrníky a organizovat bojové skupiny v obcích okresů Turnov, Železný Brod a Semily.
Od července 1944 byl ve spojení nejprve prostřednictví poštovního referenta v.v. Jana Škopána a manželů Lánských s paraskupinou Barium s krycím jménem „Velký Josef“. Později se spojil přímo s velitelem Baria kpt. Josefem Šanderou, a ještě později s por. Tomášem Býčkem. Společně spolupracovali na organizačním sjednocení všech odbojových skupin na Hradecku a Turnovsku v jednotnou organizaci. Mjr. Cerman se do tohoto úkolu zapojil pod krycím jménem „Krystal“ a později, po zatčení gen. Bláhy v tom pokračoval pod velením severočeské oblasti s velitelem skupiny Alex gen. Františkem Slunečkem.
Pod krycím jménem Krystal, potvrzeným ve vysílání vojenského velitelství z Londýna prostřednictvím paraskupiny Barium byl mjr. Cerman velitelem odbojových skupin v okresech Turnov, Ž. Brod a Semily, předával se svými spolupracovníky do Londýna důležitá zpravodajství, zprávy o německých válečných opatřeních, vhodných místech pro výsadky a přistání spojeneckých letadel. Dále organizoval bojové skupiny v jednotlivých obcích a sabotážní akce.
Mjr. Cerman určoval vybraným důstojníkům obvody četnických stanic, kde bylo možné za součinnosti spolehlivých četníků, starostů obcí či jiných civilních důvěrníků organizovat bojové jednotky nejlépe z českých vojáků. Dále byla ještě z rozkazu gen. Bláhy vyhledávána vhodná místa pro výsadky parašutistů a shození zbraní a tato místa byla hlášena škpt. Umlaufovi do Hradce Králové a nebo přímo kpt. Josefu Šanderovi k odeslání do Londýna.
Po určitých potížích se podařilo většinu odbojových skupin sloučit v odbojovou skupinu oblasti Sever pod krycím jménem „Krystal“ příslušnou pod velitelství severních Čech „Alex“ (gen. Slunečko) a „Blažena“ pro celé Čechy (gen. Bláha).
Koncem léta 1944 došlo k velkému zatýkání odbojářů sdružených do odbojové skupiny mjr. Heřmana Kuchty z Mladoboleslavska a Turnovska. Skupina Krystal však byla tímto zatýkáním postižena jen minimálně a zatčenými nebyla vyzrazena. To se stalo až na podzim, kdy díky českým konfidentům začalo zatýkání na Královéhradecku a Hořicku.
Pod Orlickými horami byli dopadeni parašutisté Šandera a Žižka a oba zvolili dobrovolnou smrt. Uniknout se podařilo pouze šifrantovi Tomáši Býčkovi a ten se dál ukrýval v ilegalitě. Byli též zatčeni i odbojáři napojení na skupinu Krystal, škpt. pěch. Emil Dolenský, škpt Štěpán Beran, a škpt.v.z Antonín Lach na Turnovsku, plk. pěch. Fr. Vondráček na Jičínsku, pplk. děl. Adolf Toupal a jeho zástupce kpt. v. z. Antonín Kupec na Mladoboleslavsku.
Mimo odbojářů, zatčených v souvislosti s odbojovou skupinou řízenou mjr. Kuchtou z Mladoboleslavska, nebyly odbojové skupiny pod Krystalem na Turnovsku, Železnobrodsku a Semilsku oslabeny, a ani skupina Proud na Mnichovohradišťsku nebyla oslabena, protože zatčení spolupracovníci nic nevyzradili.
V prosinci 1944 byl zatčen gen. Bláha a gen. Slunečko se posunul do středu Čech na jeho místo. Přes zimu 1944-45 odbojová činnost spočívala v posilování ozbrojených skupin. S příchodem jara a s očekávaným koncem války se rozrůstala i do pohraničních okresů. I mjr. Karel Cerman byl rovněž sledován a pronásledován Gestapem, 16. února 1945 se však vyhnul zatčení a musel se skrývat konkrétně u paní Z. Hobrlanttové na Všeni u Turnova a přechodně u manželů Lánských v Mladostově. V ilegalitě dál pracoval na svěřených úkolech, jejichž cílem bylo připravit ozbrojené povstání v severních Čechách. Jeho rodina nebyla zatčena, zůstala však bez prostředků.
Přestože bylo mnoho zatčených včetně gen. Zdeňka Nováka a gen. Frant. Bláhy a byla roztříštěna paraskupina Barium, Karel Cerman v odbojové činnosti stále pokračoval. Za pomoci spolupracovníků prováděl plánovité přípravy na předvídané ozbrojené povstání, byly soustřeďovány zbraně, doplňováni velitelé, zjišťovány počty a výzbroj odbojových skupin.
Z jara 1945 mjr. Cerman navázal kontakt s ruskými parašutistickými a partyzánskými skupinami Volk (mjr. Chranovskij - na Mnichovohradišťsku), Ančik (kpt. Antipov) a Chan (plk. Florov) vytvořených zčásti i z uprchlých ruských, anglických a francouzských zajatců. Byl jejich spojkou a zpravodajem a obstarával jejich zásobování. Pomáhal rovněž rodinám odbojářů v ilegalitě, konkrétně se jednalo o rodiny plk. Aloise Vernera, prap. Ant. Jeníka z Turnova a Boh. Machačného z Železného Brodu.
Začátkem dubna se mjr. Cerman podílel na zprovoznění vysílací stanice, bohužel parašutistovi Tomáši Býčkovi se s ní již nepodařilo s ústředím v Londýně navázat spojení. A nepodařilo se to ani s druhou ukrytou vysílačkou.

### Povstání
15. dubna mjr. Cerman rozeslal všem okresním velitelům provolání s výzvou k branné pohotovosti a potřebné pokyny pro vedení ozbrojeného povstání. V druhé polovině dubna se mu podařilo obnovit spojení s gen. Slunečkem, který v součinnosti s velitelem parašutistické skupiny Volk mjr. R.A. Chranovským měl rovněž kontakt na zpravodajskou službu Rudé armády.
Dne 28. dubna 1945 vydal gen. Slunečko na schůzi všech okresních velitelů v Loukovci u Svijan instrukce pro sabotážní a ozbrojené akce proti okupantům. Po vykonané přísaze všech přítomných oznámil, že přejímá vyšší velitelské místo a že velitelem severní oblasti stanovuje mjr. Cermana. Mjr. Karel Cerman tak z rozkazu gen. Slunečka z podzemní organizace Alex převzal velení v oblasti Sever zahrnující území od Mladoboleslavska až po Jilemnicko. Dne 1. května doplnil mjr. Cerman směrnici gen. Slunečka svým dodatkovým rozkazem a vzhledem k postupu front byla organizace Sever a Krystal připravena na zahájení ozbrojeného povstání, i když jen s omezeným množstvím zbraní.
Povstání v oblasti Sever vypuklo částečně spontánně již 3. května nejprve na Semilsku, kde se podařilo odzbrojit za pomoci ruských partyzánů německé četnictvo a protileteckou obranu továrny na součásti pro střely V1 a V2 a postupně se rozrostlo v cílené ozbrojené povstání ozbrojených revolučních skupin proti německým okupantům a k přebírání správní moci Národními výbory. Ozbrojené povstání se šířilo přes Malou Skálu na Turnovsko a Mnichovohradišťsko, takže 5. května byla již celá severní oblast zapojena do bojů s okupační mocí a jejími armádními a podpůrnými útvary.
Dne 5. května se mjr. Cerman osobně zúčastnil boje proti početné skupině německých vojáků při přepadení německého transportu s válečným materiálem na nádraží ve Svijanech (dnešní stanice Loukov). Po zoufalém volání Prahy o pomoc se zvýšila intenzita bojů. Byly již organizovány a do bojů zasáhly 3 polní prapory tradičního pěšího 44. pluku v Turnově a jeden polní prapor v Železném Brodě. Byla rovněž zřizována posádková velitelství v Semilech, Železném Brodě, v Turnově a v Mnichově Hradišti.
8. 5. pak mjr. Cerman seznamoval okresní revoluční výbory s podmínkami německé kapitulace a tu s německými jednotkami dojednával. Na žádost Národního výboru v Liberci, který zde jednal s německými úřady, odjela do Liberce vojenská jednotka pod velením plk. pěch. Františka Kadláčka a ta obsadila Liberec. 9. května po úplné kapitulaci Německa již organizovaný odpor okupantů ustával a některé české a partyzánské jednotky pronikly i hluboko do pohraničí a osvobozovaly Tanvald, Jablonec n. Nisou a osvobodily i vězně z koncentračního tábora v Rychnově. Mjr. Karel Cerman společně s revolučními Okresními výbory povolal do zbraně vojáky z povolání a vytvořil z nich 7 praporů a s nimi se zúčastnil vyčišťovací operace až po severní hranici Československé republiky na Frýdlantsku v součinnosti se sovětskou armádou.
V oblasti Sever bylo zajato a odzbrojeno téměř 40 000 německých důstojníků a mužstva, bylo ukořistěno velké množství vojenského materiálu a proviantu. Ukořistěnými zbraněmi byli dozbrojovány nově vytvářené české jednotky a ty byly odesílány k osvobození a obsazení severního pohraničí. Do něj byly vypraveny i dva obrněné vlaky. Tato operace byla ukončena již 20. května 1945 a byla obsazena naše státní hranice v celém Frýdlantském výběžku.

### Po válce
21. května 1945 mjr. Cerman předal z rozkazu gen. Slunečka velení v oblasti Sever v rámci armádní reorganizace plk. gšt. Jakubu Kristovi. Možná nedopatřením a nebo předpokládaným odchodem mjr. Cermana na zasloužený odpočinek, možná i z jiných důvodů, nebyla mjr. Cermanovi nabídnuta žádná odpovídající vojenská funkce a od gen. Slunečka dostal jen rozkazem rozpustit oblast Sever a k tomu následující úkoly:
- Zpracovat kroniku domácího odboje v severních Čechách od roku 1939 do roku 1945 včetně květnové revoluce.
- Vypracovat a předložit návrhy na udělení čs. vyznamenání a sovětská vyznamenání „Za osvobození Prahy“ zasloužilým příslušníkům domácího odboje a revolučním bojovníkům.
- Vypracovat návrhy na povyšování vojenských gážistů a osob z řad mužstva, kteří se zasloužili v domácím odboji a v květnové revoluci.
- Svým svědectvím resp. potvrzením umožňovat existenci zasloužilým příslušníkům domácího odboje a jejich rodinám a to hlavně v pohraničí.
- Shromáždit veškerý dokumentační materiál, vížící se k podzemnímu odboji a ke květnovému povstání.
- Likvidovat nepotřebný ukořistěný materiál a jiné úkony.

Dle svého tvrzení mjr. Cerman tyto úkoly ve větší míře splnil a Kroniku národního odboje v letech 1939-1945 v severních Čechách odevzdal již v lednu 1946 velitelství Alex též v likvidaci s určením pro historické oddělení MNV. V této kronice mjr. Cerman podrobněji vylíčil svoji podzemní odbojovou činnost jako velitele Oblasti Sever. Ve svých zprávách mjr. Cerman uvádí i jména velitelů odboje, odbojářů i civilních pracovníku, s nimiž se během své odbojové činnosti setkával a nebo kterými byl rozkazy pověřován, kteří odboj přežili a měli by účast mjr. Cermana v odboji potvrdit jako svědci.

V závěru své zprávy s názvem „Stručný přehled národního odboje v r. 1939–1945 v severních Čechách“ pro MNV mjr. Cerman na závěr napsal:
„Podle svého nejlepšího svědomí se domnívám, že jsem vykonal poměrně dobře všechny obtížné úkoly, dané mi již v roce 1944 gen. Fr. Bláhou v dohodě s parašutistickou skupinou „Velký Josef“, a to v dobách pro náš národ nejhorších, neohlížeje se při tom na bezpečí a pohodlný život své rodiny. Vždyť jak v 1. odboji 1914-1918, tak i v 2. odboji 1939-1945 měl jsem na zřeteli v prvé řadě osvobození čs. národa a obnovení čs. státu.

Major Karel Cerman sepsal sám ještě jednu podrobnou zprávu o své odbojové činnost v letech 1939 až 1945 jako přílohu k Dotazníku pro Ministerstvo vnitra, odbor pro politické zpravodajství, o činnosti aktivních účastníků odboje, kteří nebyli ani zatčeni a vězněni a dočkali se osvobození.